# Електрометалургійний завод у Ер-Ріяді
Електрометалургійний завод у Ер-Ріяді – підприємство чорної металургії Саудівської Аравії, яке діє у індустріальній зоні на околицях столиці Ер-Ріяду.
В 2009 році компанія Watania Steel (належить йорданській групі Taybah Steel) ввела в дію сталеплавильне виробництво, до основного обладнання якого відносились:
- дві індукційні печі сукупною річною потужністю 120 тисяч тон сталі;
- машина безперервного виливу сортової заготовки;
- прокатне виробництво, спроможне випускати 120 тисяч тон будівельної арматури на рік.
В 2015-му стала до ладу друга черга заводу, що дозволило суттєво збільшити випуск сталі та прокату (в 2017 – 2020 роках останній показник коливався між 226 та 270 тисяч тон). Станом на 2021 рік номінальна річна потужність заводу рахувалась як 280 тисяч тон сталі та 320 тисяч тон прокату.  
В 2020-х роках узялись за чергове підсилення майданчику за рахунок прокатного стану, який має випускати будівельну арматуру та катанку і доведе загальну потужність підприємства по цьому напрямку до 750 тисяч тон на рік. Запуск нового виробництва планувався на кінець 2023 року.